# 肖博尼爾 (伊利諾伊州)
肖博尼爾（英語：Shobonier）是位於美國伊利諾伊州費耶特縣的一個非建制地區。該地的面積和人口皆未知。

## 地理
肖博尼爾的座標為38°50′43″N 89°05′04″W / 38.84528°N 89.08444°W，而該地的平均海拔高度為171米（即561英尺）。